# Argus (cartoon)

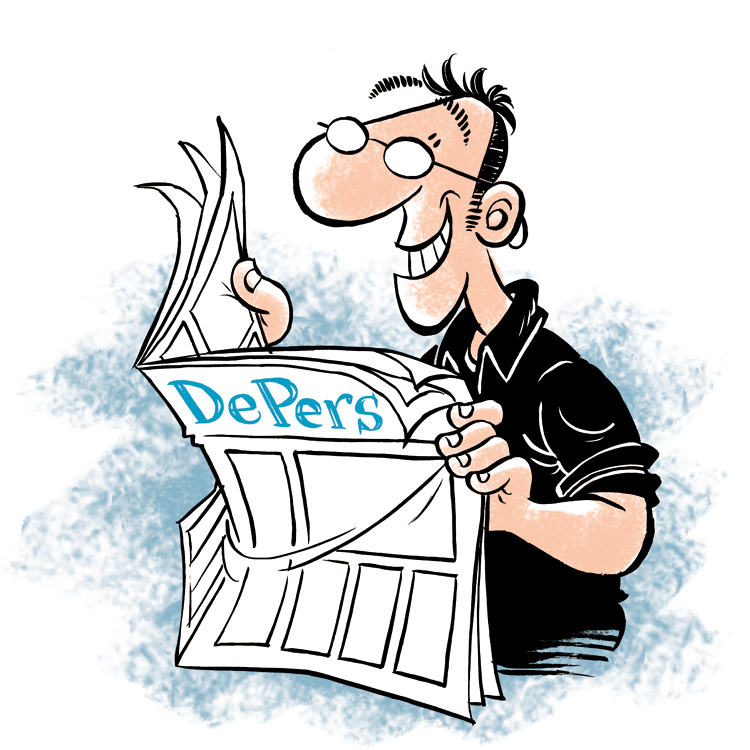

Argus is het alias van de Nederlandse cartoonist René Leisink en de naam van zijn cartoonreeks. Argus verschijnt vijf dagen per week, aanvankelijk in dagblad De Pers, vanaf april 2012 tot augustus 2019 in de Metro en daarnaast op een speciale overzichtswebsite. De cartoonserie wordt gemaakt sinds 2002 en werd in 2003 voor het eerst gepubliceerd in De Twentsche Courant Tubantia. Ook stond Argus anderhalf jaar in het televisietijdschrift TV Film.

## Karakteristiek
In tegenstelling tot bijvoorbeeld Fokke & Sukke kent Argus géén vaste hoofdpersonen. Ook bevatten de cartoons relatief weinig politici en BN'ers: de hoofdrol in de Argus-cartoons is doorgaans weggelegd voor de gewone burger zodat de lezer zich met een personage kan vereenzelvigen. Argus-cartoons zijn doorgaans mild en positief. Qua stijl zijn ze herkenbaar doordat de personages worden getekend met een opvallende, geprononceerde neus die even groot is als de rest van het afgebeelde hoofd, waardoor het voorhoofd volledig ontbreekt. Deze stijl ontbreekt in de vroegste Arguscartoons.

## Geschiedenis

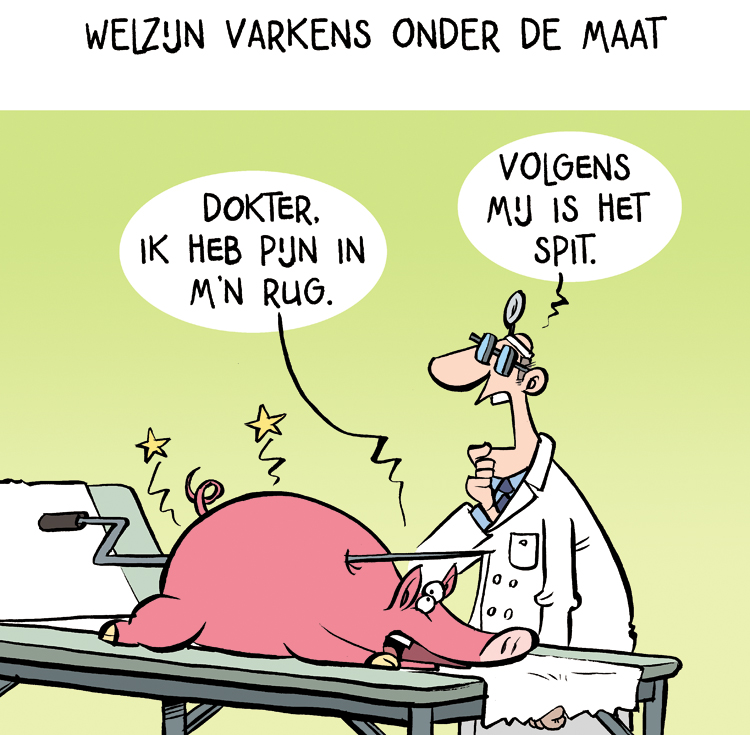

De eerste Argus werd gemaakt op 4 september 2002, sindsdien verschijnt de serie ononderbroken. De cartoonserie was voor de maker een oefening om het vak van cartoonist te leren. Een echte publicatiemogelijkheid was er op dat moment nog niet; de cartoons werden opgehangen op het prikbord van Technische School Jonkerbosch in Nijmegen. De eerste serie cartoons (tot en met eind 2002) verscheen in zwart wit. Deze cartoons zijn nooit gebundeld. Vanaf begin 2003 verschijnen de cartoons in kleur. Hiervoor wordt een streng, beperkt kleurenpalet gebruikt. René Leisink behoort tot de oprichters van Studio Noodweer, inmiddels uitgegroeid tot een professionele tekenstudio.

## Prijzen
Argus kreeg in 2008 de titel 'Beste nieuwkomer' tijdens de verkiezing van de Junior Inktspotprijs. In 2009 en 2010 won Argus de Dudok Cartoonbattle in Arnhem, georganiseerd door de Stichting Pers & Prent. René Leisink won de derde en de eerste prijs in 2012 en in 2013 de eerste en de tweede prijs bij de Junior Inktspotprijs.

## Albums

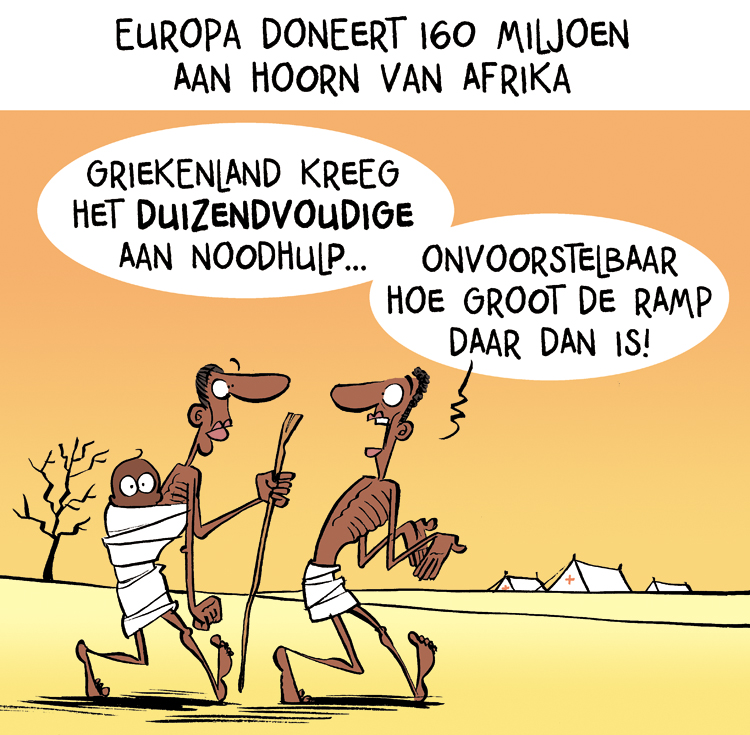

Van de cartoonserie Argus zijn sinds 2003 de volgende albums verschenen
- Argus '03 - Uitgeverij Noodweer
- Argus '04 - Uitgeverij Genuï
- Argus '05 - Uitgeverij Genuï
- Argus '06 - Uitgeverij Noodweer
- Argus '07 - Uitgeverij Catullus
- Argus '08 - Uitgeverij Sylvester
- Argus '09 - Uitgeverij Noodweer
- Argus '10 - Uitgeverij Don Lawrence Collection
- Argus '11 - Uitgeverij Don Lawrence Collection
- Argus '12 - Uitgeverij Don Lawrence Collection
- Argus '13 - Uitgeverij Don Lawrence Collection
- Argus '14 - Uitgeverij Don Lawrence Collection
- Argus '15 - Uitgeverij Don Lawrence Collection
- Argus '16 - Uitgeverij Don Lawrence Collection
- Argus '17 - Uitgeverij L
- Argus '18 - Uitgeverij L
- Argus '19 - Uitgeverij L
- Argus '20 - Uitgeverij L